# مهدی فقیه
مهدی فقیه (زادهٔ ۵ آذر ۱۳۲۴) در شیراز، یک بازیگر ایرانی است.

## زندگی هنری
فقیه کار تئاتر را از دهه چهل در شیراز آغاز کرد. وی پس از آن به فرانسه رفت و در دانشگاه ونسن نمایش را به صورت آکادمیک آموخت. بدین ترتیب از ۱۳۴۷ فعالیت‌های حرفه‌ایِ نمایشی خود را آغاز کرد. کورش کمالی سروستانی مدیر دانشنامه فارس در این باره می‌گوید: او نخستین بار در فرایند آفرینشی نو از تئاتر، در سال ۱۳۴۹ نمایش رستم و سهراب را همراه با نقال و بازیگر، در شهرها و روستاهای فارس به اجرا درآورد تا کارش از اقبالی عام برخوردار شود. با «افعی طلایی»، نخستین پوستر هنری تئاتر شیراز را نیز او منتشر کرد. از آن پس به اجرای نمایش‌های عروسکی روی آورد و برخی از تیپ‌های معروف تئاتر عروسکی از جمله گرگین و خوب چهر، بستور، جیجی بیجی، پهلوان کچکلک و… را به روی صحنه برد.

## نمایش عروسکی
یکی از مهم‌ترین فعالیت‌های هنری فقیه نمایش عروسکی و زنده کردن برخی سنت‌های نمایش عروسکی در شیراز بوده‌است. از جمله تلاش‌های اساسی او اجرای نمایش جی جی بی جی است. او در این باره معتقد است: در کشور ما به‌خاطر سابقه فرهنگ طولانی متن‌های با اصالت و کهن بسیار زیبا و خوبی منطبق بر فرهنگمان برای اجرا وجود دارد. یکی از این متن‌ها جی‌بی‌جی یا پهلوان کچل است. این کار باید به شیوه عروسکی اجرا شود. در این نمایش ۱۴ عروسک روی پرده بازی دارند. این نمایش در گذشته‌های دور در کوی و برزن‌های استان فارس در ایام نوروز توسط هنرمندان سیار و دوره‌گرد برای مردم اجرا می‌شد. در برخی از مواقع این گروه‌های سیار این نمایش را در خانه‌های اعیان و اشراف هم اجرا می‌کردند.

## تحصیل تئاتر در فرانسه
فقیه به عنوان رتبه دوم کشور بورس دانشگاه شد و به فرانسه رفت و در دانشگاه ونسن تئاتر خواند. وی دربارهٔ نگاه خانواده مذهبی اش به این اتفاق می‌گوید:پدرم خیلی مذهبی بود، در شیراز به او می‌گفتند رئیس القرا، در تفسیر قرآن بسیار شناخته شده بود، ایشان به من فرمودند: «بابا برو درس بخوان! و حواست باشد کاری کن که عاقبت به خیری در آن باشد» و من هم سعی کردم در کار هنری همین رو مد نظر قرار دهم یعنی مفاهیم انسانی باشد و به درد مردم بخورد.

## فعالیت در سینما
وی پس از اینکه در تئاتر و در نمایش‌هایی همچون «چهار صندوق»، «افعی طلایی»، «مستأجر»، «عکس ۴x۶» و «سایه‌ها» ایفای نقش کرد در سال ۱۳۶۸ اولین نقش‌آفرینی در فیلم سینمایی را با فیلم تابستان ۵۸ تجربه کرد؛ در سال ۱۳۷۰ با بازی در فیلم «هور در آتش»، ساخته عزیزالله حمیدنژاد در نقش بابا عقیل به شهرت عمومی دست یافت و تا امروز در بین مخاطبان جدی سینما با عنوان بابا عقیل شناخته می‌شود
مهدی فقیه دربارهٔ انتخابش برای این نقش می‌گوید:عزیزالله حمید نژاد کارگردان این فیلم روزی به من گفت مهرشاد کارخانی عکسی از من را قبل از شروع فیلمبرداری به وی داده بود و حمید نژاد بعد از فیلمبرداری زیر عکس خطاب به کارخانی نوشته بود از تو تشکر می‌کنم که بابا عقیل فیلمم را به من دادی. هور در آتش شاید تنها فیلم دفاع مقدسی است که در بخش فلسفه دانشگاه شیکاگو حضور پیدا کرد و دربارهٔ فیلم اظهار نظر شد که با ساخت این فیلم می‌توان گفت هنوز عرفان در سینمای ایران زنده است. آدمهای عارف نشانه خاصی ندارند و متأسفانه در برخی از فیلم‌های ایرانی فقط به جنبه ظاهری یک عارف بسنده می‌شود. بابا عقیل آدمی ساکت و وارسته بود و البته قرار بود بازیگر دیگری این نقش را بازی کند که جزو بازیگران مطرح سینمای ما هستند؛ که در ادامه کارگردان با دیدن عکس من در انتخابش تجدید نظر کرد و نکته جالب این است موقعی که حمید نژاد به این بازیگر زنگ می‌زند که بگوید بازیگر دیگری را از شهر شیراز برای ایفای نقش بابا عقیل انتخاب کرده آن بازیگر فوری می‌گوید اگر مهدی فقیه را انتخاب کرده‌ای انتخاب درستی انجام داده‌ای. در شروع کار طبق تعاملی که با کارگردان داشتم نمی‌خواستیم هیچ نشانه ظاهری از عارف بودن این آدم نشان بدهیم. جایی که بابا عقیل در پست نگهبانی شعر می‌خواند و فال حافظ می‌گیرد یک عرفان خیلی عامیانه و عادی از خودش بروز می‌دهد.

## فیلم‌شناسی

### سینمایی
- انفرادی (۱۳۹۸)
- خروج (۱۳۹۸)
- دینامیت (۱۳۹۷)
- مستند ملکوتیان (۱۳۹۷)
- ماهی و برکه علی براتی (۱۳۹۷)
- تا آمدن احمد (۱۳۹۳)
- در مدت معلوم (۱۳۹۳)
- ساکن طبقه وسط (۱۳۹۳)
- ناخواسته (۱۳۹۲)
- آقای الف (۱۳۹۱)
- آینه شمعدون (۱۳۹۱)
- مروارید (۱۳۹۱)
- ضد گلوله (۱۳۹۰)
- آسمان هشتم (۱۳۸۹)
- اخلاقتو خوب کن (۱۳۸۹)
- ایستگاه آخر (اپیزود ملاقات) (۱۳۸۹)
- پایان دوم (۱۳۸۹)
- چسب زخم (اپیزود ملاقات) (۱۳۸۹)
- ملاقات (۱۳۸۹)
- شکارچی شنبه (۱۳۸۸)
- تاکسی نارنجی (۱۳۸۷)
- ملک سلیمان (۱۳۸۷) برنده سیمرغ بلورین بهترین بازیگر نقش مکمل مرد جشنواره فیلم فجر
- تسویه‌حساب (۱۳۸۶)
- گیس بریده (۱۳۸۵)
- روایت سه‌گانه (اپیزود اول، یک آرزوی کوچک) (۱۳۸۲)
- صبحانه‌ای برای دو نفر (۱۳۸۲)
- غوغا (۱۳۸۱)
- مریم مقدس (۱۳۷۹)
- ایران سرای من است (۱۳۷۷)
- تولد یک پروانه (۱۳۷۶)
- حماسه قهرمانان (۱۳۷۶)
- دنیای وارونه (۱۳۷۶)
- یاغی (۱۳۷۶)
- آخرین مرحله (۱۳۷۴)
- سفر به چزابه (۱۳۷۴)
- غزال (۱۳۷۴)
- قله دنیا (۱۳۷۴)
- لیلی با من است (۱۳۷۴)
- به خاطر هانیه (۱۳۷۳)
- ستارگان خاک (۱۳۷۳)
- تونل (۱۳۷۱)
- هور در آتش (۱۳۷۰)
- تابستان ۵۸ (۱۳۶۸)

داش آکل ،،

### تلویزیون
| سال تولید | نام مجموعه                    | کارگردان           | پخش از              |
| --------- | ----------------------------- | ------------------ | ------------------- |
| ۱۳۹۸–۱۴۰۵ | سلمان فارسی                   | داوود میرباقری     | شبکه یک             |
| ۱۴۰۱      | آتش و باد                     | مجتبی راعی         | شبکه سه             |
| ۱۴۰۱      | آتش سرد                       | رضا ابوفاضلی       | شبکه دو             |
| ۱۴۰۱      | بی نشان                       | راما قویدل         | شبکه سه             |
| ۱۴۰۱      | وضعیت زرد ۲                   | مجید رستگار        | شبکه دو             |
| ۱۳۹۹      | جلال ۲                        | حسن نجفی           | شبکه یک             |
| ۱۳۹۹      | بوم و بانو                    | سعید سلطانی        | شبکه دو             |
| ۱۳۹۹      | بیگانه ای با من است (فصل اول) | احمد امینی         | شبکه دو             |
| ۱۳۹۸      | پناه آخر                      | داریوش یاری        | شبکه یک ویژه اربعین |
| ۱۳۹۸      | از یادها رفته                 | بهرام بهرامیان     | شبکه یک             |
| ۱۳۹۵      | علی‌البدل                      | سیروس مقدم         | شبکه یک             |
| ۱۳۹۵      | خندوانه                       | مهمان              | شبکه نسیم           |
| ۱۳۹۳      | بزم آخر                       |                    | شبکه دو             |
| ۱۳۹۲      | قاب خاطره                     |                    | شبکه آی‌فیلم         |
| ۱۳۹۱      | تله‌فیلم منفی ۱۶۸ درجه         | حسن اسدی           | شبکه سه             |
| ۱۳۹۱      | قلب یخی ۳                     |                    |                     |
| ۱۳۹۰      | شوق پرواز                     | یدالله صمدی        | شبکه یک             |
| ۱۳۸۷-۱۳۹۶ | سرزمین مادری                  | کمال تبریزی        | شبکه سه             |
| ۱۳۸۹      | تله‌فیلم کمی دورتر             | مجید اسماعیلی      |                     |
| ۱۳۸۸      | به کجا چنین شتابان            | ابوالقاسم طالبی    | شبکه تهران          |
| ۱۳۸۸      | نردبام آسمان                  | محمدحسین لطیفی     | شبکه یک             |
| ۱۳۸۸      | پروین                         |                    |                     |
| ۱۳۸۸      | تله‌فیلم ساعت گیج زمان         |                    |                     |
| ۱۳۸۷      | در چشم باد                    | مسعود جعفری جوزانی | شبکه یک             |
| ۱۳۸۶      | تله فیلم قطار آن شب           | حمیدرضا حافظی      |                     |
| ۱۳۸۵      | خون‌بها                        | جواد مزدآبادی      | شبکه یک             |
| ۱۳۸۵      | گلریزان                       | مسعود رشیدی        | شبکه یک             |
| ۱۳۸۳      | زندگی، راز هستی               |                    |                     |
| ۱۳۸۱      | ثارالله                       | شهریار بحرانی      | پخش نشد             |
| ۱۳۷۸      | میگی نه، نگاه کن!             | کاظم بلوچی         |                     |
| ۱۳۷۷      | کت جادویی                     | محمدحسین لطیفی     | شبکه سه             |
| ۱۳۷۷      | خبرنگار خارجی                 |                    |                     |
| ۱۳۷۷      | هتل                           | مرضیه برومند       | شبکه تهران          |
| ۱۳۷۴      | عیاران                        | کاظم بلوچی         | شبکه یک             |
| ۷۴–۱۳۷۳   | نبردی دیگر                    | عبدالله باکیده     | شبکه یک             |
| ۱۳۸۱      | حامی                          | بهمن زرین پور      | شبکه تهران          |

### شبکه نمایش خانگی
- نارگیل (۱۴۰۰) - در نقش رهام راستگو
- شوخی کردم (۱۳۹۲)
- شاهگوش (۱۳۹۲)
- ویلای من (۱۳۹۱)

### تئاتر
- بر فرس تندرو (۱۳۹۲) کارگردان: محسن معینی برج میلاد تهران